# Терпило, Даниил Ильич
Дании́л Ильи́ч Терпи́ло (атаман Зелёный; 16 (28) декабря 1886, Триполье — конец ноября 1919, Стретовка) — украинский революционер, атаман времён Гражданской войны 1917—1921 гг.

## Биография
Родился в Киевской губернии, в селе Триполье. Окончил начальную школу, а в 1905 году — двухклассное училище, готовившее учителей для начальных сельских школ.
После революции 1905 года стал членом партии социалистов-революционеров (эсеров), возглавлял кружок с 1906 года. В 1908 году за революционную деятельность сослан в Архангельскую губернию, в Холмогоры. В 1913 году, после амнистии политических преступников к 300-летию дома Романовых, вернулся на родину.
Участвовал в Первой мировой войне, служил на Западном фронте в должности писаря при штабе 35-го армейского корпуса.
В конце 1917 года вернулся в Триполье и включился в активную политическую деятельность. Организовал местную ячейку партии украинских социал-демократов и подразделение «Вольного казачества». Агитировал за Центральную раду.
Летом 1918 года сформировал повстанческий отряд, действовавший против гетманцев и германских оккупантов.
В ноябре 1918, признав верховенство Директории Украинской народной республики, создал по распоряжению Семёна Петлюры и возглавил трёхтысячную 1-ю Днепровскую повстанческую дивизию, вошедшую в состав Осадного корпуса Коновальца, который 14 декабря 1918 года, во время восстания против Скоропадского, захватывает Киев. В результате конфликта с Петлюрой отказался выполнять его указания и 6 января 1919 года распустил дивизию.
В середине января 1919 снова собирает дивизию и выступает против войск Директории.
8 февраля 1919 предложил своё сотрудничество Правительству Украинской ССР и дал согласие на вхождение его войск в состав Украинской Красной Армии под названием 1-я Киевская советская дивизия, но после попытки в конце февраля переформировать его повстанческую дивизию по образцу Красной Армии передумывает и 20 марта 1919 года поднимает в Триполье восстание. Уничтожает большевистских агитаторов и продовольственный отряд.
25 марта 1919 Совет народных комиссаров УССР объявляет атамана Зелёного «вне закона». На ликвидацию повстанцев направляются советские войска общей численностью до 21 тысячи человек, в том числе Днепровская военная флотилия.
В июне 1919 разбит Красной Армией. С остатками дивизии отходит на Левобережье и продолжает сопротивление.
Осенью 1919 отряды атамана Зелёного численностью до 30 тысяч человек ведут партизанскую войну с деникинцами, захватившими Украину. В ноябре 1919 последовало дальнейшее поражение от противника.
Погиб в бою с Добровольческой армией у города Канева в ноябре 1919. Похоронен в Триполье, могила не сохранилась.

## Память
- В 2008 году в родном селе Триполье Д. И. Терпило установлен памятник[1].
- В 2022 году в честь атамана была переименована улица Россошанская в Киеве[2].
- В 2023 году в честь атамана была переименована улица в селе Триполье[3].